# Filippo Magnini
Pour les articles homonymes, voir Magnini.
Filippo Magnini, né le 2 février 1982 à Pesaro, est un nageur italien.
L'un des meilleurs nageurs du 100 m nage libre de sa génération, il est deux fois consécutivement champion du monde de cette discipline, en 2005 et 2007, performance réalisée auparavant par seulement deux nageurs, Matt Biondi, en 1986 et 1991, puis Alexander Popov, en 1994 et 1998.
Il est, en outre, le premier Italien à remporter ce titre mondial.
Partie prenante des relais 4 × 100 m et 4 × 200 m nage libre, il totalise pour ces deux courses deux titres de champion de monde en petit bassin et cinq titres européens.
Le 9 novembre 2020, trois ans après avoir annoncé la fin de sa carrière, Filippo Magnini, âgé de 38 ans, sort de sa retraite dans l'optique des JO 2021.

## Biographie

### Jeunesse et première sélection
Filippo Magnini est né et a grandi à Pesaro. Il commence la pratique de la natation au club Vis Sauro Nuoto de sa ville natale, dans les épreuves de brasse et de 4 nages. Il s'entraîne sous la direction de Fabio Guidetti et obtient de bons résultats, de niveau national.
Pour ses études, il s'installe à Turin. Il y continue la natation au sein du Rari Nantes Torino mais délaisse ses 2 spécialités de nage initiales au profit de celle de la nage libre. Ce choix se révèle judicieux et il est sélectionné dans l'équipe d'Italie pour les 2 relais, 4 × 100 m et 4 × 200 m nage libre, des Championnats du monde de Barcelone en 2003. Premier relayeur du 4 × 100 m lors des séries, Filippo est le dernier à s'élancer lors de la finale et, en 48 s 13, s'il réalise le meilleur temps des 4 nageurs italiens, il ne permet pas à ce relais, arrivé 6e, d'obtenir une place sur le podium. Lors des séries du 4 × 200 m, il est également le premier relayeur mais, en finale, l'expérimenté Emiliano Brembilla lui est préféré.

## Ses sélections
- Jeux olympiques : Athènes 2004 • Pékin 2008
- Championnats du monde de natation : Barcelone 2003 • Montréal 2005 • Melbourne 2007
- Championnats du monde de natation en petit bassin : Shanghai 2006 • Manchester 2008
- Championnats d'Europe de natation : Madrid 2004 • Budapest 2006 • Eindhoven 2008 - Budapest 2010 - Debrecen 2012
- Championnats d'Europe de natation en petit bassin : Dublin 2003 • Vienne 2004 • Trieste 2005 • Helsinki 2006 • Debrecen 2007

## Palmarès

### Jeux olympiques
| Épreuve / Édition    | Athènes 2004         | Pékin 2008       |
| 100 m nage libre     | 5e 48 s 99           | 9e 48 s 11       |
| 4 × 100 m nage libre | 4e 3 min 15 s 75     | 4e 3 min 11 s 48 |
| 4 × 200 m nage libre | Bronze 7 min 11 s 83 | 4e 7 min 5 s 35  |

### Championnats du monde
| Épreuve / Édition    | Grand bassin     | Grand bassin     | Grand bassin         | Grand bassin         |                      | Petit bassin         | Petit bassin        | Petit bassin         | Petit bassin         |
| Épreuve / Édition    | Barcelone 2003   | Montréal 2005    | Melbourne 2007       | Kazan 2015           | Indianapolis 2006    | Manchester 2008      | Istanbul 2012       | Doha 2014            |                      |
| 100 m nage libre     | -                | Or 48 s 12       | Or 48 s 43           |                      | Argent 47 s 31       | Argent 46 s 70       |                     |                      |                      |
| 200 m nage libre     | -                | 9e 1 min 48 s 34 | -                    |                      | Argent 1 min 43 s 78 | 5e 1 min 44 s 33     |                     |                      |                      |
| 4 × 100 m nage libre | 6e 3 min 15 s 99 | -                | Argent 3 min 14 s 04 | Bronze 3 min 12 s 53 | Or 3 min 10 s 74     | 4e 3 min 10 s 05     | Argent 3 min 7 s 07 |                      |                      |
| 4 × 200 m nage libre | -                | 4e 7 min 12 s 81 | 5e 7 min 12 s 31     |                      | Or 6 min 59 s 08     | Bronze 6 min 58 s 39 |                     | Argent 6 min 51 s 80 |                      |
| 4 × 50 m nage libre  | -                | -                | -                    | -                    |                      | -                    | -                   | -                    | Bronze 1 min 24 s 56 |

### Championnats d'Europe

#### Grand bassin
| Épreuve / Édition          | Madrid 2004          | Budapest 2006        | Eindhoven 2008       | Debrecen 2012        | Berlin 2014          | Londres 2016         |
| 50 m nage libre            | -                    | -                    | -                    |                      |                      |                      |
| 100 m nage libre           | Or 48 s 87           | Or 48 s 79           | Bronze 48 s 53       | Or 48 s 77           |                      |                      |
| 200 m nage libre           | Bronze 1 min 48 s 69 | Bronze 1 min 47 s 57 | Séries 1 min 48 s 87 | -                    |                      |                      |
| 4 × 100 m nage libre       | Or 3 min 15 s 66     | Or 3 min 15 s 23     | Argent 3 min 15 s 77 | Argent 3 min 14 s 71 | Bronze 3 min 12 s 78 | Argent 3 min 14 s 29 |
| 4 × 200 m nage libre       | Or 7 min 11 s 93     | Or 7 min 9 s 60      | Or 7 min 09 s 94     | Argent 7 min 13 s 10 |                      | Bronze 7 min 8 s 30  |
| 4 × 100 m quatre nages     |                      |                      |                      | Or 3 min 32 s 80     |                      |                      |
| 4 × 100 m nage libre mixte |                      |                      |                      |                      |                      | Argent 3 min 24 s 55 |

#### Petit bassin
| Épreuve / Édition   | Dublin 2003      | Vienne 2004      | Trieste 2005     | Helsinki 2006        | Debrecen 2007    | Rijeka 2008          | Istanbul 2009        | Eindhoven 2010                    | Szczecin 2011        | Herning 2013         | Netanya 2015         |
| 50 m nage libre     | 34e 22 s 65      | -                | -                | -                    | -                | -                    | -                    |                                   |                      |                      |                      |
| 100 m nage libre    | Argent 47 s 32   | Argent 47 s 66   | Or 46 s 52       | Or 46 s 81           | Bronze 46 s 90   | Bronze 46 s 62       |                      |                                   |                      |                      |                      |
| 200 m nage libre    | 8e 1 min 45 s 58 | Or 1 min 44 s 57 | Or 1 min 42 s 89 | Or 1 min 42 s 54     | Or 1 min 43 s 50 |                      |                      |                                   | Argent 1 min 43 s 20 | Bronze 1 min 43 s 34 |                      |
| 4 × 50 m 4 nages    | -                | -                | 7e 1 min 35 s 77 | Bronze 1 min 35 s 20 | -                | Or 1 min 32 s 91     |                      | Argent Ne participe qu'aux séries |                      |                      |                      |
| 4 × 50 m nage libre |                  |                  |                  |                      |                  | Argent 1 min 23 s 37 | Bronze 1 min 23 s 64 | Or 1 min 25 s 16                  |                      | Argent 1 min 24 s 37 | Argent 1 min 24 s 44 |

## Records

### Records personnels
Ces tableaux répertorient les records personnels de Filippo Magnini, en grand et petit bassin.
| Épreuve          | Temps         | Compétition            | Lieu             | Date            |
| 50 m nage libre  | 22 s 51       | 46e Trofeo Sette Colli | Rome, Italie     | 6 juin 2008     |
| 100 m nage libre | 48 s 04       | Championnats du monde  | Rome, Italie     | 29 juillet 2009 |
| 200 m nage libre | 1 min 46 s 89 | Championnats d'Italie  | Riccione, Italie | 5 mars 2009     |

| Épreuve          | Temps         | Compétition           | Lieu              | Date             |
| 50 m nage libre  | 21 s 97       | Coppa Caduti di Brema | Rome, Italie      | 20 décembre 2008 |
| 100 m nage libre | 46 s 26       | Championnats d'Europe | Istanbul, Turquie | 12 décembre 2009 |
| 200 m nage libre | 1 min 41 s 65 | Championnats d'Europe | Istanbul, Turquie | 13 décembre 2009 |

### Records d'Europe battus
- Le 10 décembre 2005 : record d'Europe du 100 mètres nage libre en 46 s 55 puis 46 s 52 établis à Trieste lors des Championnats d'Europe.
- Le 5 août 2006 : record d'Europe du 4 × 200 mètres nage libre en 7 min 9 s 60 établi à Budapest lors des Championnats d'Europe.

## Distinction
: il est fait Chevalier de l'Ordre du Mérite de la République italienne le 27 septembre 2004, à l'initiative du Président de la République.

## Divers
À la mi-septembre, après les Jeux olympiques, il participera à L'Isola dei Famosi, de la Rai Due, une sorte de Koh-Lanta (italien) des célébrités, qui se déroule au Honduras.